# 황영조
황영조(1970년 3월 22일~)는 대한민국의 육상인이다. 1992년 바르셀로나 올림픽 마라톤 금메달리스트이다. 본관은 평해이며, 강원도 삼척 출생이다.

## 생애

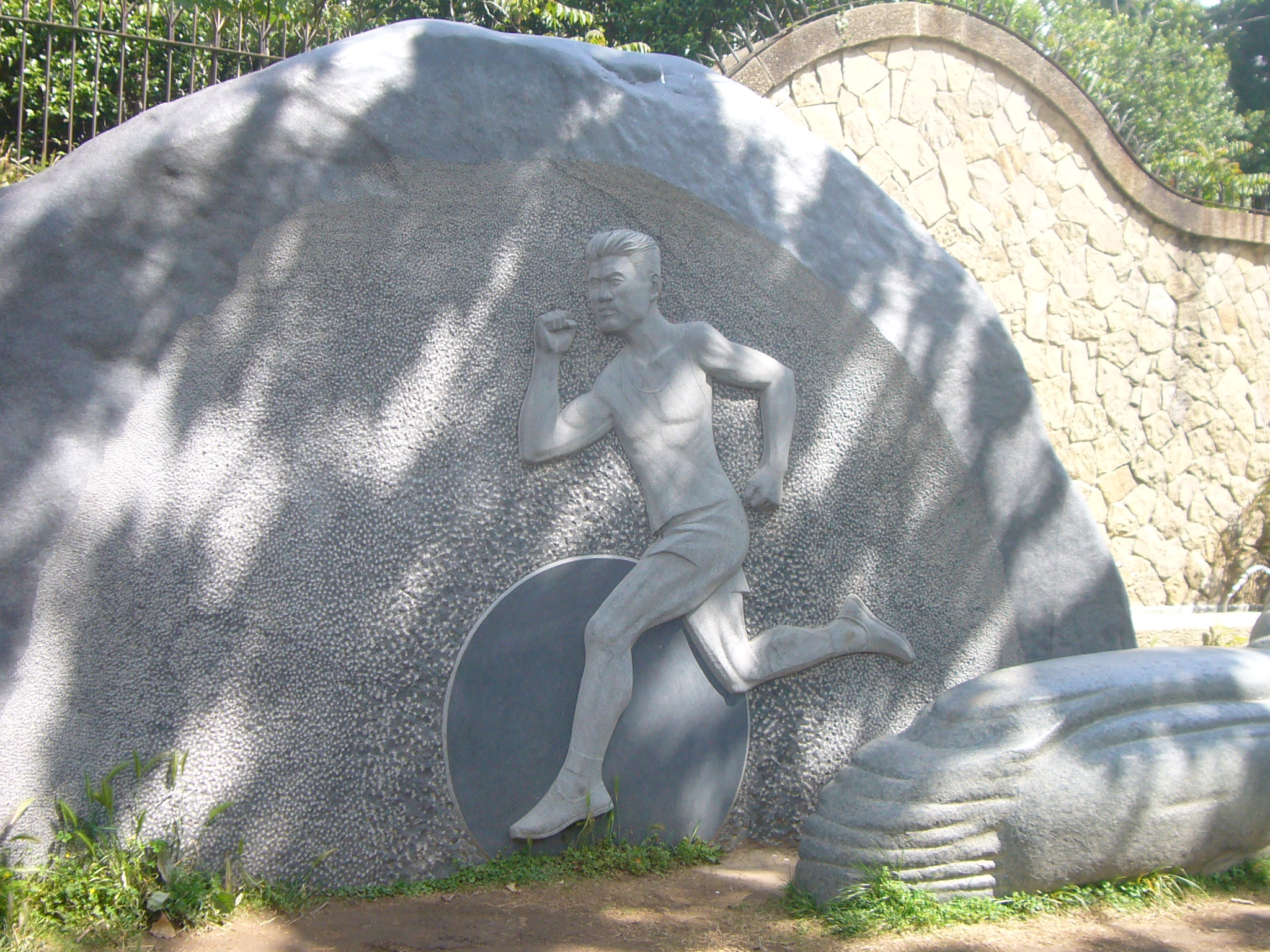
바로셀로나 올림픽 경기장 앞에 세워진 황영조 기념비(2001년 건립)

1970년 강원도 삼척군 근덕면 출생으로 1992년 하계 올림픽 마라톤 경기에서 한국인 마라톤 선수로서는 1936년의 손기정 이후 56년 만에 마라톤 금메달을 획득했으며, 대한민국 정부 수립 이후만 따질 경우 사상 첫 금메달이다. 당시 바르셀로나 주 경기장 서쪽의 급경사 난코스인 '몬주익 언덕'에서 마지막 스퍼트를 통하여 2, 3위로 뒤쫓아오던 일본의 모리시타 고이치와 독일의 트로이강의 차이를 크게 벌리고 1위로 골인한 뒤 쓰러진 일화로 인해 '몬주익의 영웅'이라고 불리기도 한다.

### 몬주익의 영웅
레이스 코스에서는 도심의 마지막 언덕이 너무 높다고 레이스 중계 초반부터 진행자들이 시끄러웠고, 맨 얼굴인 황영조와 달리 검은 썬글라스를 끼고 바로 뒤에서 질주를 하던 고이치 선수가 마지막 언덕을 오르는 과정에서는 질주 도중에 썬글라스를 벗으며 고통스러워 일그러진 표정을 그대로 드러내고 달리기 시작하는 모습도 있었다. 이런 순간부터 서서히 2위와 황영조와의 격차가 벌어지기 시작하였고, 언덕을 중간 정도 올랐을 때는 상당히 거리가 벌어진 상태였다. 언덕의 내리막에 접어들 무렵에서는 단독 질주를 하는 상태였고 올림픽 공원이 보이기 시작하는 무렵에서는 2위 그룹이 거의 보이지 않게 되었다.
바르셀로나 올림픽 주최측은 마라톤 레이스 코스와 1위가 마라톤 결승선에 들어오는 시점을 석양이 지는 시점과 잘 어울리도록 치밀하게 미리 계산을 하였다. 그래서 황영조가 마지막 언덕을 넘어 결승선이 있는 주경기장에 접근하는 시점에서는, 몬주익 주경기장을 향해서 마지막 질주를 하는 마라토너에 모습이 빛나는 석양을 배경으로 방송 되었다. 공원을 가로지르는 마라토너의 우측면을 초근접해서 함께 달리던 TV생중계 카메라는 마라토너가 마지막 언덕에서 기력을 모두 소진하였으나 사력을 다하여 멈추지 않고 달리는 모습에 시청자들까지 한시도 멈추지 않고 응원을 하지 않을 수 없게 만들어 주었고, 함께 주경기장에 진입을 애타게 바라며 달려 들어가는 듯한 감흥까지 그대로 전달하였다.
5분여 가까이 주경기장을 향하는 올림픽 공원의 모습을 송출했던 장면에서는 석양에 물들어 가는 탁 트인 공원이 서서히 다가오는 메인 스타디움의 측면과 어우러져 있었다. 경기장 진입로에서는 석양이 빛에는 완전히 묻히지 않도록 마라토너에게 절제된 빛만 보내며 찬란히 빛나게 하였다. 이 모습은 전국으로 생방송이 되었는데 시차가 있었으나 고국도 스페인과 비슷하게 해질녁이었다.
해질녁 야트막한 햇빛이 경기장 관중석과 거대 차양에 거의 가려버려서 이 무렵에 주경기장은 트랙 전체가 그늘에 가려져 있었다. 어둑어둑한 몬주익 스타디움에는 한두 시간이 지나면 거행될 올림픽 폐회식을 기다리는 관람객들로 가득 하였는데, 경기장을 들어와서 트랙을 한바퀴 돌아 1등으로 결승선을 통과할 때까지 관중들은 황영조 선수에게 끝없는 박수갈채로 열광하였다. 1등이 결승선을 통과한 뒤 잠시 후 2위와 3위가 거의 비슷하게 경기장에 들어와 결승선을 통과하고 쓰러졌다. 그 즈음 바닥에 쓰러진 황영조 선수는 다시 일어나 태극기를 받아서 두손으로 잡고 뒤로 펄럭이며 경기장 트랙을 한바퀴 돌았다. 관중석에는 연로한 손기정 옹이 이 모습을 모두 지켜보고 있었고, 진행자들은 해녀였던 어머니의 허파를 물려받은 황영조 선수라고 다시 한번 열호하며 벅찬 감격을 감추지 못하였다.

### 코오롱 이사 해임
올림픽에서 대한민국 최초의 육상 분야 금메달을 바르셀로나에서 획득 후 소속사였던 코오롱의 명예이사로 선임된다. 1997년에는 이사직에서 해임되는데 이사회에 참석하지 않았다는 이유도 있었다. 그 당시는 사외 이사직이라는 개념이 일반인들에게도 아주 희박했고, 역할도 덜 알려졌었다. 임원진의 일원으로서 이사가 이사회 명부에 이름이 올려져 있지 않으면 해직된 것으로 간주하며, 임금과 별도로 노동자가 사용자와 근로계약을 해지할 때에 받는 보상인 퇴직금도 없는 직책이다.

## 기타
마라톤선수 이봉주와는 친구이자 라이벌 관계이다. 이봉주에게 자신의 동창을 소개해 주었고, 두 사람은 결혼했다.
가수 변진섭에게 아티스틱스위밍 국가대표 선수 이주영을 소개해 주었고, 두 사람은 결혼했다. 변진섭과 이주영 슬하에서 태어난 두 아들들은 모두 음악계 대신 체육계에서 활동하고 있으며, 차남은 이주영의 종목을 이어받아 대한민국에서 보기 드문 남자 아티스틱스위밍 선수로 활동하고 있다. 이 영향으로 변진섭은 음악계 인사임에도 불구하고 아티스틱스위밍 음악으로 자신의 곡을 선곡해 주는 등, 어느 정도 체육계와의 교류가 있다.

## 경력
- 1992년 코오롱 이사
- 2000년 국민체육진흥공단 마라톤팀 감독
- 2001년 대한체육회 이사
- 2004년 하계 올림픽 마라톤 종목 해설자

## 수상 경력
- 1991년 하계 유니버시아드 마라톤 우승
- 1992년 2월 벳푸·오이타 마라톤 2위(대한민국 최고 기록)
- 1992년 하계 올림픽 마라톤 금메달
- 1994년 아시안 게임 마라톤 금메달
- 1994년 보스턴 마라톤 대한민국 최고 기록 수립(2시간 8분 9초)

## 방송 출연
- 2001년 - KBS 《도전 지구탐험대》

## 같이 보기
- 손기정
- 이봉주
- 정봉수
- 마라톤
- 1992년 하계 올림픽
- 올림픽